# Međunarodni dan bijelog štapa
Međunarodni dan bijelog štapa međunarodni je praznik koji se obilježava svakoga 15. listopada počevši od 1964. godine. U središtu obilježavanja su slijepi ljudi, a bijeli štap predstavlja njihov simbol.
Dana 6. listopada 1964. zajedničkom rezolucijom (H.R. 753) američki kongres potpisao je zakon kojim je odobrio da se 15. listopada svake godine obilježi Međunarodni dan bijelog štapa (eng. White Cane Safety Day). Tadašnji američki predsjednik Lyndon B. Johnson potpisao je zakon nekoliko sati od usvajanja rezolucije.
Godine 2011. Međunarodni dan bijelog štapa nazvan je i „Dan ravnopravnosti slijepih Amerikanaca”.
Hrvatska je 1996. godine počela obilježavati Dan bijelog štapa, pridruživši se tako mnogim drugim zemljama gdje se taj dan razvio u Međunarodni dan slijepih. Ovaj dan služi kao prilika da se šira javnost upozna s izazovima i problemima s kojima se suočavaju slijepe osobe.
Bijeli štap ima dvije važne uloge za slijepe osobe: služi kao prometni znak koji upozorava druge sudionike u prometu na prisutnost slijepe osobe te pomaže slijepim osobama da se samostalno kreću po područjima koja poznaju.